# 410-е годы до н. э.
410-е (четы́реста деся́тые) го́ды до на́шей э́ры по пролептическому юлианскому календарю — промежуток времени с 1 января 419 года до н. э. по 31 декабря 410 года до н. э., включающий с 419 по 411 годы 9-го десятилетия  и 410 год 10-го десятилетия V века 1-го тысячелетия до н. э. Им предшествовали 420-е годы до н. э., за ними следовали 400-е годы до н. э. Они закончились 2435 лет назад.

## Важнейшие события

### 420 до н. э.
- 420 (Т.Ливий. История… М., 1989—93, т.1, с.213—214) — Интеррекс Луций Папирий Мугиллан. Военные трибуны с консульской властью Луций Квинкций Цинциннат (3-й раз), Луций Фурий Медуллин (2-й раз), Марк Манлий Вольсон и Авл Семпроний Атратин. Плебейские трибуны Тит Антистий, Секст Помпилий, Марк Канулей.
- 420 — Суд над Г.Семпронием, штраф 15 тыс. ассов.
- 420 — 90-е Олимпийские игры. Аркадец Андросфен в первый раз победил в панкратионе. Победа Алкивиада.
- 420/19 — Афинский архонт-эпоним Астифил. Эфор-эпоним Спарты Иларх.
- 420 — Алкивиад (ок. 450—404) впервые избран стратегом.
- 420 — Союз между Афинами, Аргосом, Мантинеей и Элидой.

### 419 до н. э.
- 419 (Т.Ливий. История… М.,1989-93, т.1, с.214-215) — Военные трибуны с консульской властью Агриппа Менений Ланат, Публий Лукреций Триципитин, Спурий Навтий Рутил и Гай Сервилий Аксиллан (по Т.Ливию — без Г. С. Аксиллана).
- 419/8 — Афинский архонт-эпоним Архий. Эфор-эпоним Спарты Леонт.
- 419 — Победа аргосцев над Эпидавром.

### 418 до н. э.
- 418 (Т.Ливий. История… М.,1989-93, т.1, с.215-217) — Военные трибуны с консульской властью Луций Сергий Фиденат, Марк Папирий Мугиллан и Гай Сервилий Аксиллан. Диктатор (№ 11) Квинт Сервилий Приск Фиденат, начальник конницы Гай Сервилий (по варианту Т.Ливия — Гай Сервилий Агала).
- 418 — Победа над эквами. Поселение выведено в Лабики.
- 418/7 — Афинский архонт-эпоним Антифон. Эфор-эпоним Спарты Херил.
- 418 — Поход спартанцев во главе с Агисом на Аргос в союзе с аркадцами и другими. Аргосцы окружены у Немеи, но стратег Аргоса Фрасил уговорил Агиса начать переговоры о мире. Агис отвёл войска. Аргосцы нарушили перемирие и взяли Орхомен в Аркадии. Спартанцы судили Агиса, и, хотя отказались наложить на него штраф, приставили к нему 10 спартиатов советниками.
- 418 — Мантинейцы, аргосцы и афиняне двинулись на Тегею. Агис выступил в Аркадию. Победа спартанцев при Мантинее. Заключён мир Спарты с Аргосом. В Аргосе установлен олигархический строй.

### 417 до н. э.
- 417 — Военные трибуны с консульской властью Публий Лукреций Триципитин (2-й раз) (по Т.Ливию — Публ. Корнелий Триципитин), Агриппа Менений Ланат (2-й раз), Гай Сервилий Аксиллан (3-й раз) (по Т.Ливию — 2-й раз) и Спурий Рутилий Красс.[1]
- 417/6 — Афинский архонт-эпоним Эвфем. Эфор-эпоним Спарты Патесиад.
- 417 — Демократический переворот в Аргосе. Спартанцы Агиса ходили походом на город, но не смогли его взять.
- 417 — Остракизм демагога Гипербола (последний остракизм).

### 416 до н. э.
- 416 (Т.Ливий. История… М.,1989-93, т.1, с.217-218) — Военные трибуны с консульской властью Авл Семпроний Атратин (3-й раз), Марк Папирий Мугиллан, Квинт Фабий Вибулан и Спурий Навтий Рутил (2-й раз) (по Т.Ливию — без К. Ф. Вибулана). Плебейские трибуны Спурий Мецилий (4-й раз) и Марк Метилий (3-й раз).
- 416/5 — Афинский архонт-эпоним Аримнест. Эфор-эпоним Спарты Клеосфен.
- Симпозиум Агафона

### 415 до н. э.
- 415 (Т.Ливий. История… М.,1989-93, т.1, с.218) — Военные трибуны с консульской властью Публий Корнелий Косс, Гай Валерий Потит Волез, Нумерий Фабий Вибулан и Квинт Квинкций Цинциннат. Плебейский трибун Луций Деций.
- 415/4 — Афинский архонт-эпоним Харий. Эфор-эпоним Спарты Ликарий.
- 415 — Прибытие в Афины посольства из сицилийского города Сегесты с жалобой на притеснения. Сицилийская экспедиция афинян (134 триэры, 6400 воинов) во главе с Алкивиадом, Ламахом и Никием. Сиракузы близки к капитуляции. Процесс в Афинах против осквернителей герм. Алкивиада угрожают привлечь к суду. Его бегство в Пелопоннес и переход на сторону Спарты.

### 414 до н. э.
- 414 (Т.Ливий. История… М.,1989-93, т.1, с.218-220) — Военные трибуны с консульской властью Гней Корнелий Косс, Луций Валерий Потит, Квинт Фабий Вибулан (2-й раз) и Публий Постумий Альб Регилленсис (по Т.Ливию Марк П. Р.). Плебейский трибун Марк Секстий. Квестор Публий Сестий.
- 414 — Победа над эквами, взятие Болы. Трибун П.Постумий убит

солдатами.
- 414 — Спарта оказывает помощь Сиракузам, послав отряд Гилиппа. Поражения афинян. На стороне Афин выступают этруски.
- 414/3 — Афинский архонт-эпоним Тисандр. Эфор-эпоним Спарты Эперат.
- 414 — «Птицы» Аристофана.
- 414 — Алкивиад радушно принят Агисом и даёт ему ряд ценных советов. Алкивиад участвует в спартанской экспедиции на Хиос, где он организовал мятеж ионийцев против Афин.

### 413 до н. э.
- 413 (Т.Ливий. История… М.,1989-93, т.1, с.220) — Интеррекс Квинт Фабий Вибулан. Консулы Авл Корнелий Косс и Луций Фурий Медуллин.
- 413 — Афиняне вынуждены снять осаду Сиракуз. В морском сражении сиракузяне уничтожили почти весь афинский флот. Афиняне начинают отступление вглубь острова. Пленение всей их армии, Демосфена и Никия.
- 413/2 — Афинский архонт-эпоним Клеокрит. Эфор-эпоним Спарты Ономантий.
- 413 — Агис вторгается в Аттику. Спартанцы занимают постоянным гарнизоном Декелею. Более 20 тыс. рабов бежали из Афин в Декелею. Хиос и другие города отпадают от Афинского союза.
- 413 — Алкивиад бежал из Спарты к персидскому сатрапу Малой Азии Тиссаферну.
- 413—399 — Царь Македонии Архелай. Сын Пердикки от незаконного брака. Захватив власть, убил своего младшего семилетнего брата, сына Пердикки и Клеопатры. Построил многие крепости и укрепления.

### 412 до н. э.
- 412 (Т.Ливий. История… М.,1989-93, т.1, с.220-221) — Консулы Квинт Фабий Амбуст Вибулан и Гай Фурий Пацил. Плебейский трибун Луций Ицилий.
- 412/1 — Афинский архонт-эпоним Каллий. Эфор-эпоним Спарты Алексиппид.
- 412 — Союз Спарты с Персией. Отпадение Хиоса, Лесбоса и Милета от Афин.
- 412 — Афиняне отстроили 150 новых триэр.
- 412 — Агис стал собирать с союзников деньги на постройку флота. К нему прибыли эвбейцы, хиосцы, лесбосцы, послы от Тиссаферна. Персы предоставляют денежные субсидии Спарте. Спарта признаёт права персов на города Малой Азии.

### 411 до н. э.
- 411 (Т.Ливий. История… М.,1989-93, т.1, с.221) — Консулы Марк Папирий Мугиллан (Атратин) и Спурий Навтий Рутил (по Т.Ливию Гай Н. Р.).
- 411/0 — Афинские архонты-эпонимы Мнесилох и Теопомп. Эфор-эпоним Спарты Мисголаид.
- 411 — Олигархический переворот в Афинах во главе с Антифонтом, Писандром и Фринихом. Верховная власть вручена Совету Четырёхсот. Агис выступил из Декелеи к Афинам, но был отбит. Фриних убит, власть перешла к группировке Ферамена. Поражение при Эретрии снаряжённого олигархами флота и восстание против Афин на Эвбее.